# Liste von Söhnen und Töchtern der Stadt São José do Rio Preto
Die Liste von Söhnen und Töchtern der Stadt São José do Rio Preto zählt Personen auf, die in der Stadt São José do Rio Preto des brasilianischen Bundesstaates São Paulo geboren wurden. Die Liste erhebt keinen Anspruch auf Vollständigkeit.

## 20. Jahrhundert
- Paulo Moura (1932–2010), Musiker und Komponist
- Beto Carrero (1937–2008), Schauspieler und Unternehmer
- Aloysio Nunes (* 1945), Jurist und Politiker, mehrmaliger Minister
- Luiz Antônio Fleury Filho (* 1949), Politiker, Gouverneur von São Paulo 1991–95
- Dulce Maria Pereira (* 1954), Hochschullehrerin, Umweltaktivistin und Menschenrechtlerin, 2. Generalsekretärin der Gemeinschaft der Portugiesischsprachigen Länder
- Antônio Cabrera Mano Filho (* 1960), Tierarzt und Politiker, 1990–92 Agrarminister
- Caco Rodrigues (* 1969), Moderator, Schauspieler, Produzent und Unternehmer
- Cléber Eduardo Arado (1972–2021), Fußballspieler
- Fabiana Alvarez (* 1976), Schauspielerin
- Fernanda de Freitas (* 1980), Model und Schauspielerin
- Carol Gattaz (* 1981), Volleyballspielerin
- Thiago Alves (* 1982), Tennisspieler
- Honorato Gláuber (* 1983), Fußballspieler
- Gabriela Durlo (* 1984), Schauspielerin
- Alcides Araújo Alves (* 1985), Fußballspieler
- Renato Baruffi (* 1989), Fußballspieler
- Bárbara Garcia Duarte (* 1990), Volleyballspielerin
- Darlene de Souza Reguera (* 1990), Fußballspielerin
- Lucas Galvão (* 1991), Fußballspieler
- Guilherme Augusto Dellatorre (* 1992), Fußballspieler
- Luan Vieira (* 1993), Fußballspieler
- Olívia Torres (* 1994), Schauspielerin
- Murilo Oliveira de Freitas (* 1996), Fußballspieler
- Igor Gomes (* 1999), Fußballspieler
- Alencar Pereira (* 1999), Hammerwerfer

## 21. Jahrhundert
- Mateus Alves (* 2001), Tennisspieler

## Galerie

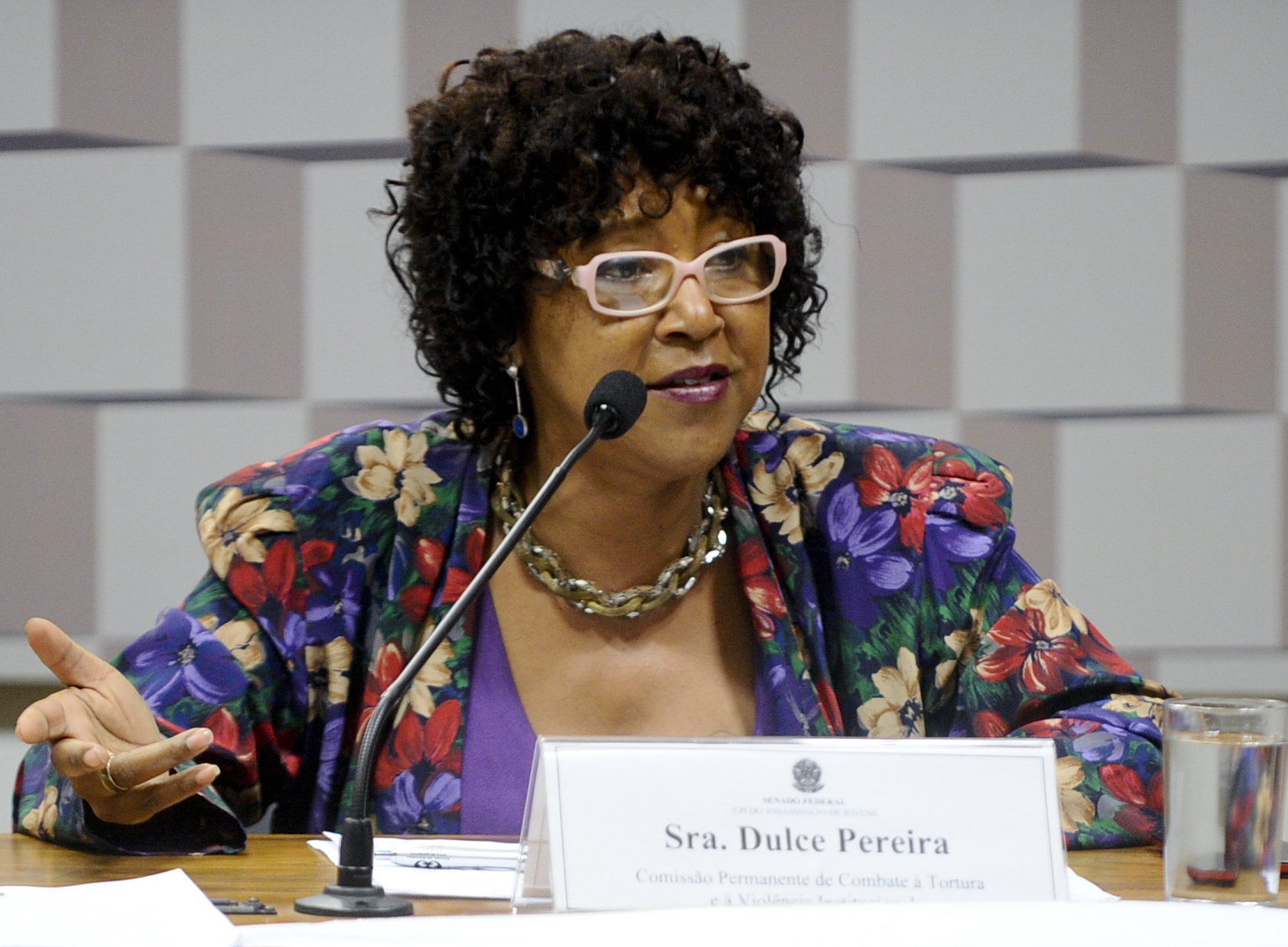
Dulce Maria Pereira (2016)
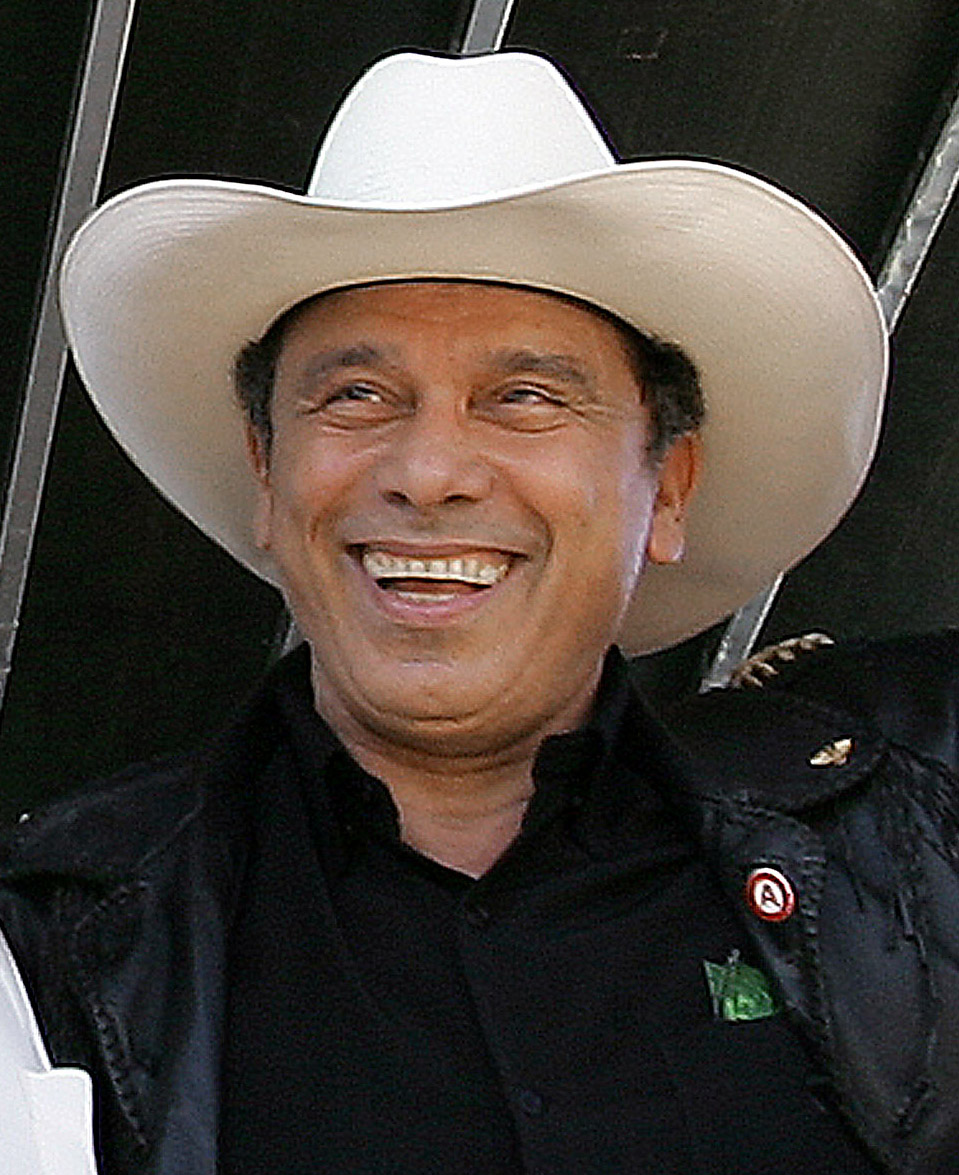
Beto Carrero (2006)
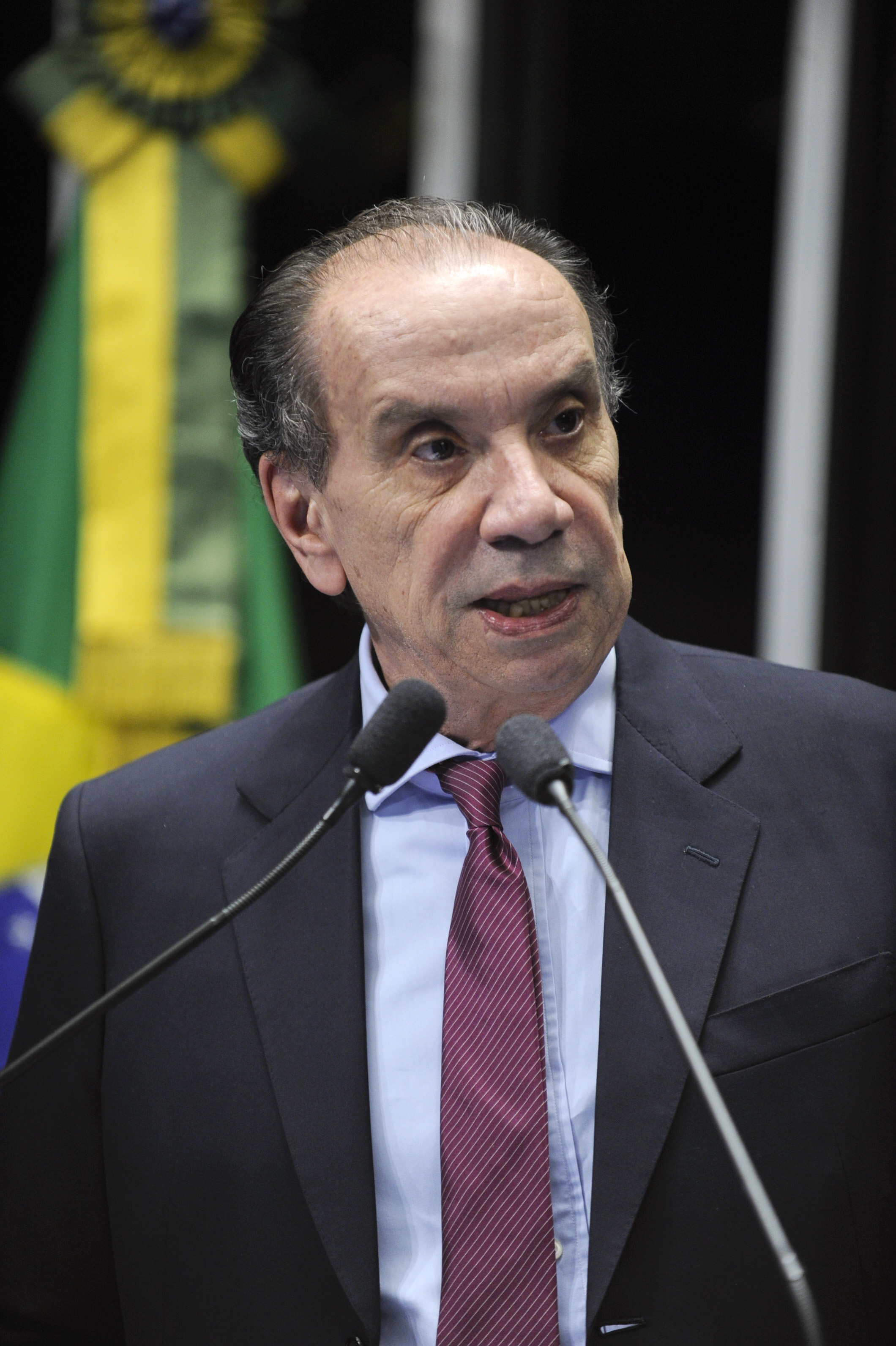
Aloysio Nunes (2015)
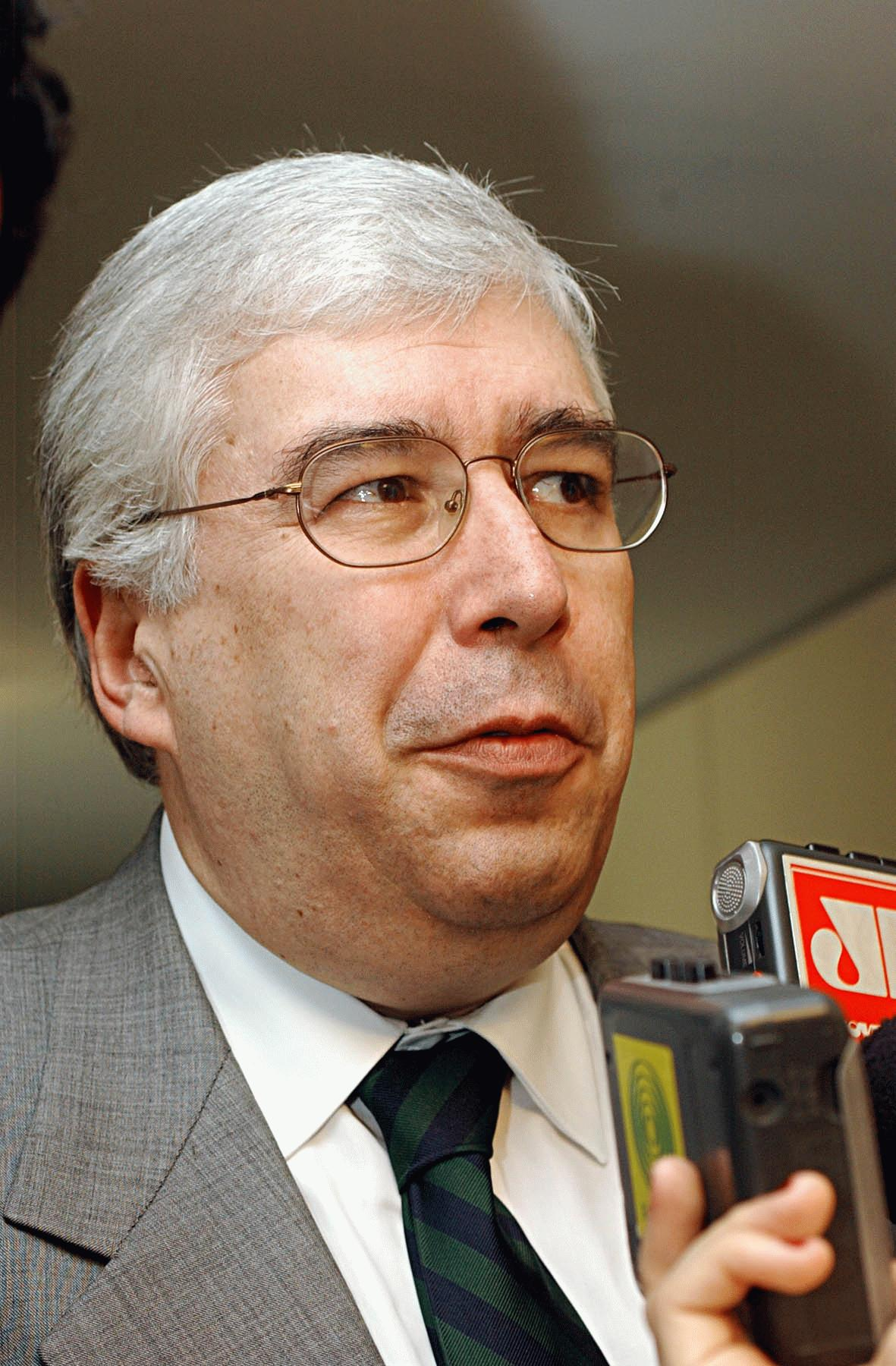
Luiz Antônio Fleury Filho (2003)
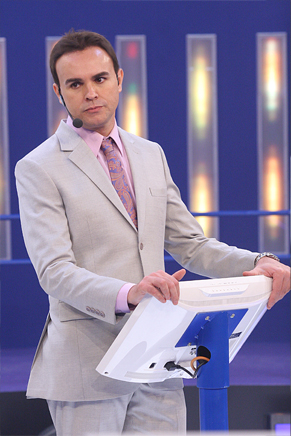
Caco Rodrigues (2009)
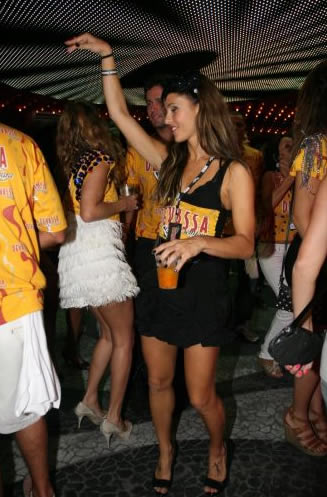
Fernanda de Freitas (2011)
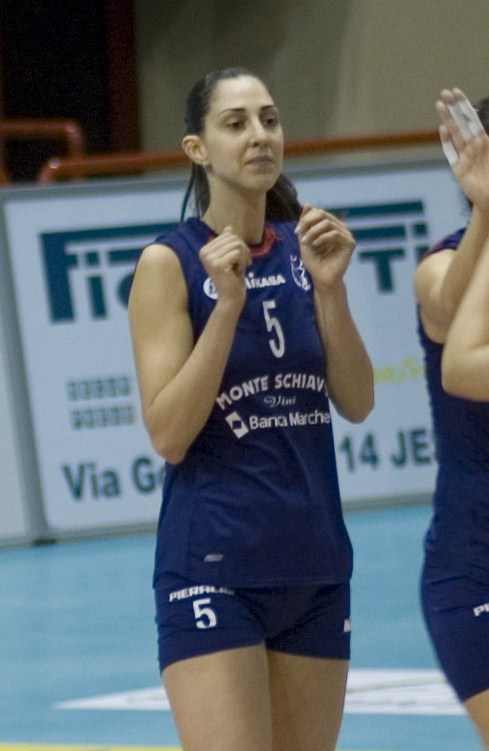
Carol Gattaz (2008)
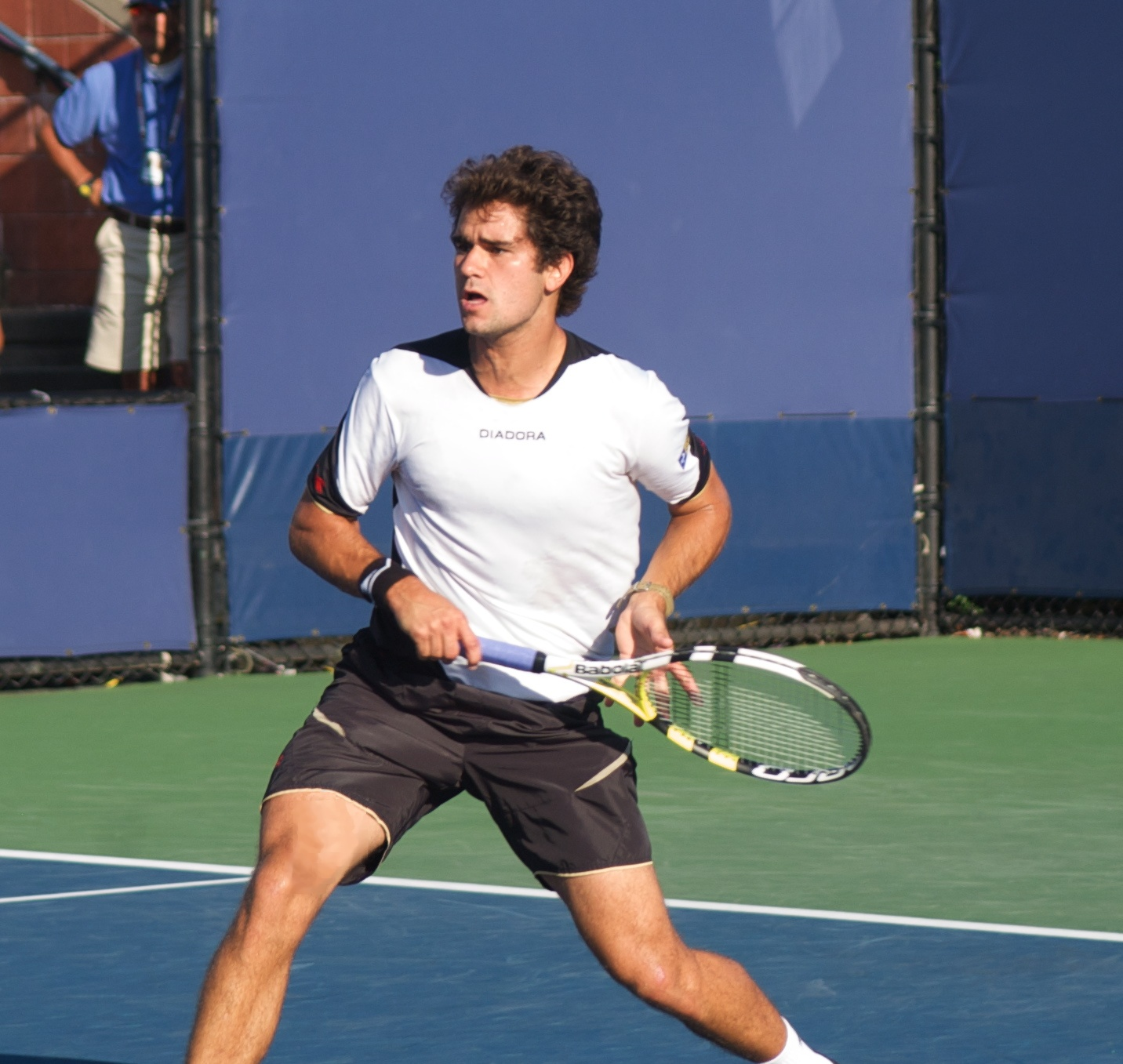
Thiago Alves (2008)
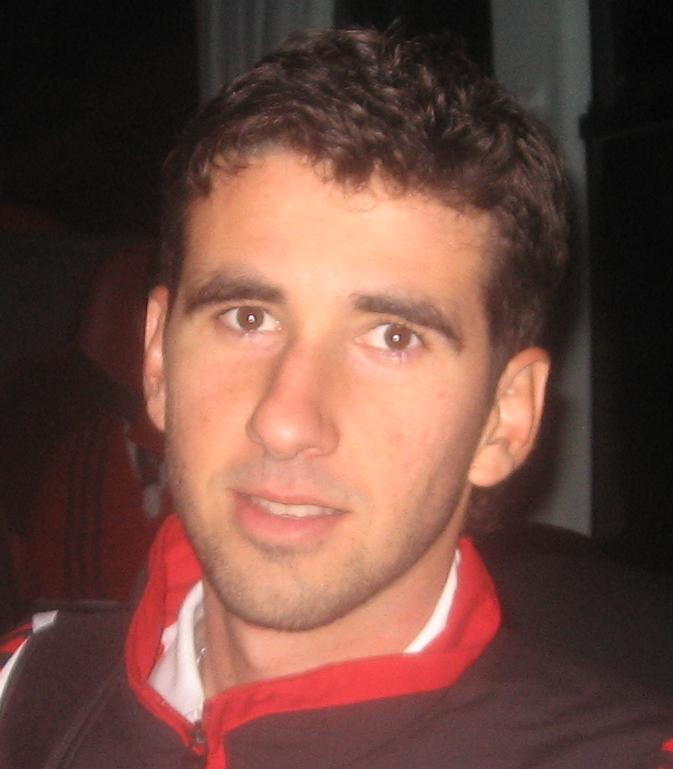
Honorato Gláuber (2007)
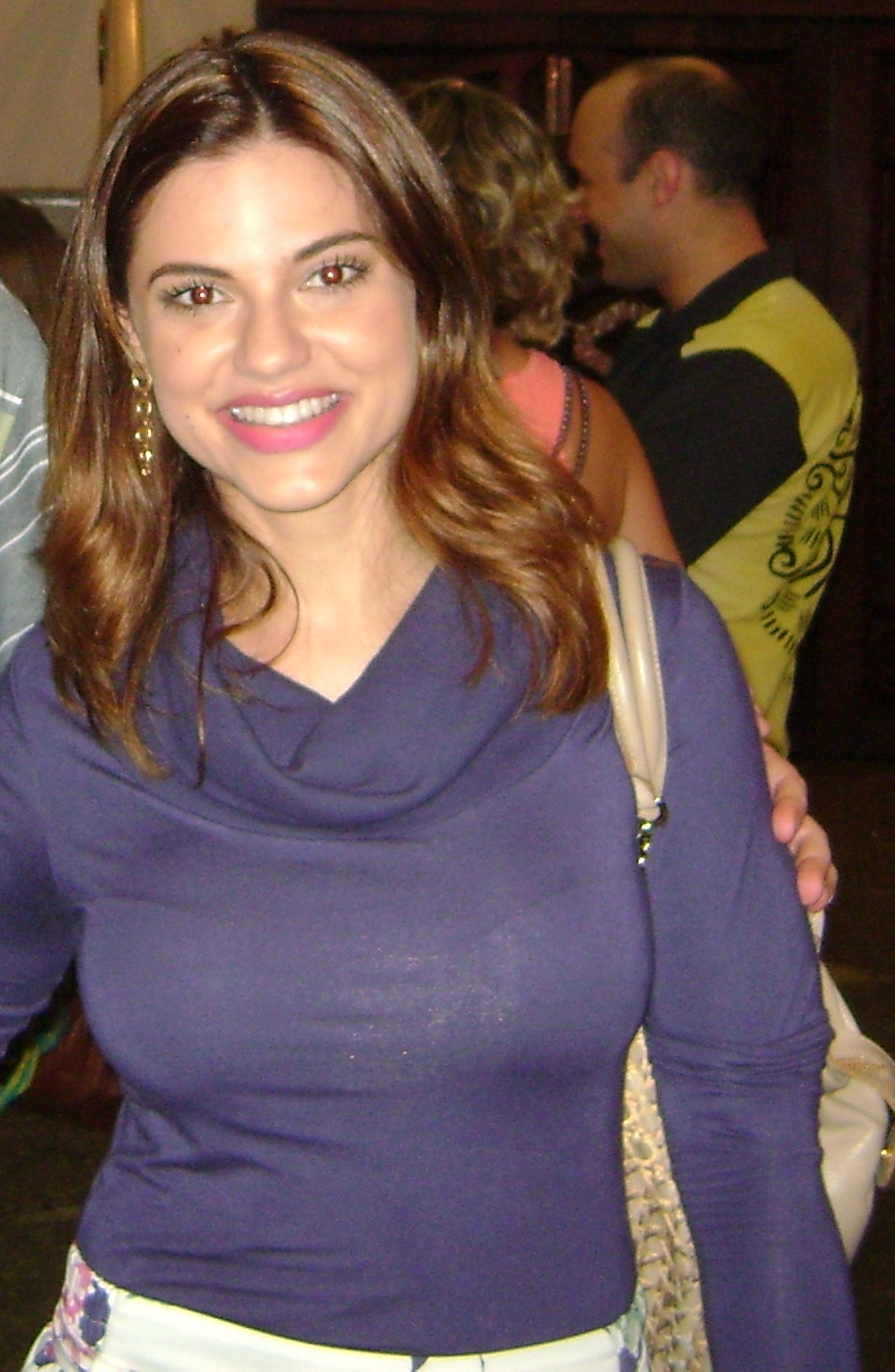
Gabriela Durlo (2010)
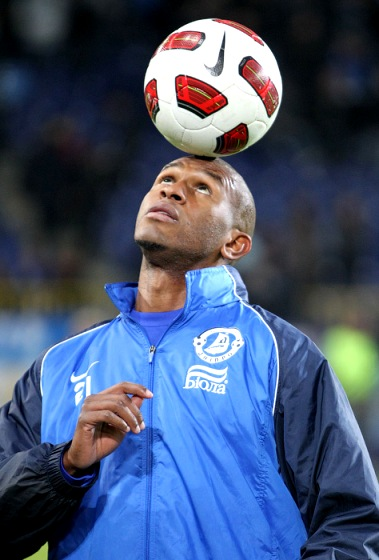
Alcides Araújo Alves im Trikot von Dnipro Dnipropetrowsk (2010)
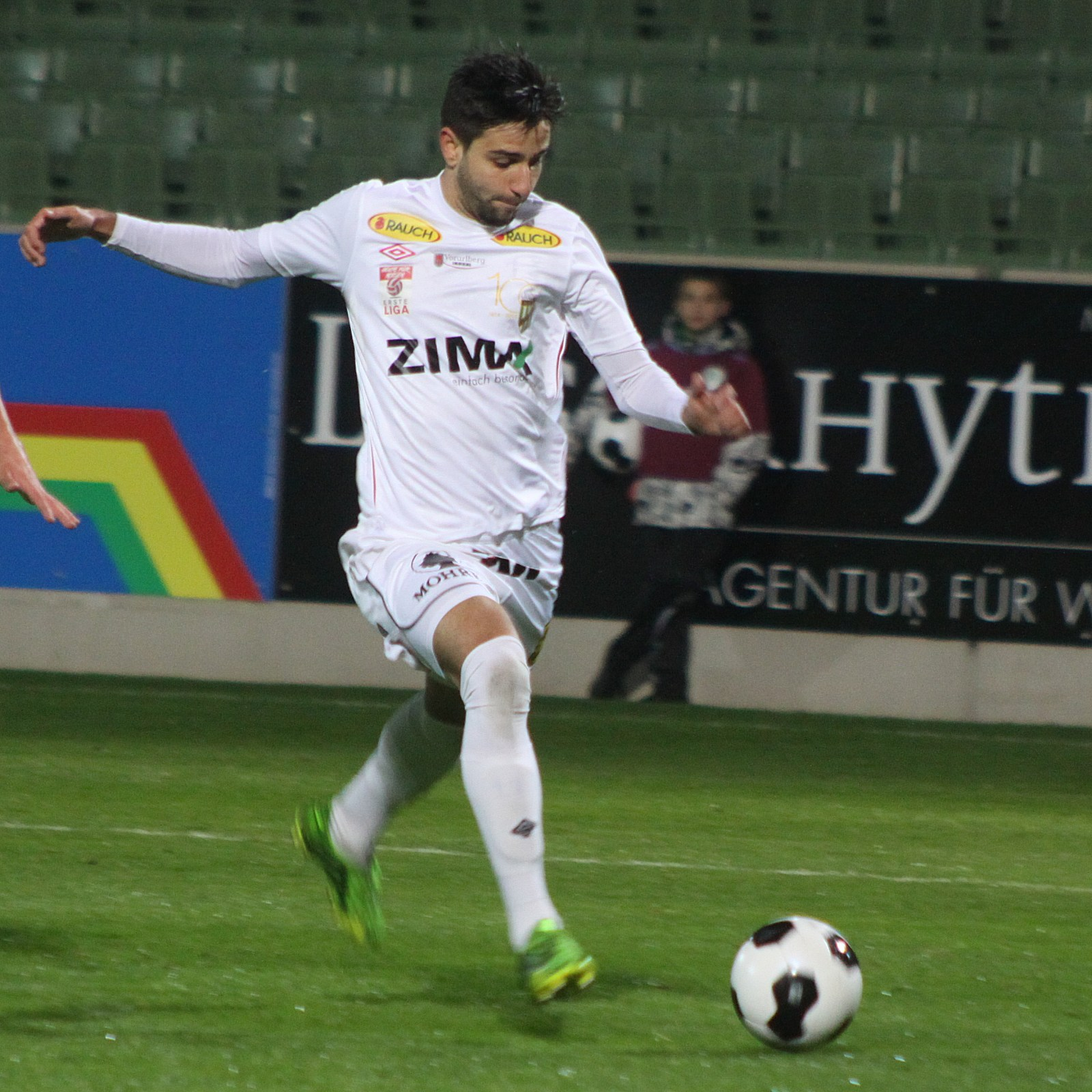
Lucas Galvão im Trikot des SC Austria Lustenau (2013)